# Crassignatha quanqu
Crassignatha quanqu is een spinnensoort uit de familie Symphytognathidae. De soort komt voor in China.